# 組曲: 青い眼のジュディ
「組曲: 青い眼のジュディ」（原題： Suite: Judy Blue Eyes）は、クロスビー、スティルス&ナッシュが1969年に発表した楽曲。邦題の日本語表記はワーナーミュージック・ジャパンの公式サイト等に拠る。
ローリング・ストーンの選ぶオールタイム・グレイテスト・ソング500（2021年版）では222位にランクされている。

## 概要
スティーヴン・スティルスは1967年にジュディ・コリンズと出会う。二人は非常に親密な仲になるが、翌1968年にコリンズはスティルスと別れてしまう。恋人を失った苦しみをスティルスは歌にし、4部構成の本作品を「Suite: Judy Blue Eyes」と名付けた。実際コリンズは刺すような青い瞳を持つことで人々の間で知られていた。また「Suite」は「Sweet」と同じ発音であることから、含みを持たせたタイトルとなっている。
1969年5月29日に発売されたファースト・アルバム『クロスビー、スティルス&ナッシュ』に収録された。同年9月にシングルカット。B面はデヴィッド・クロスビーが書いた「ロング・タイム・ゴーン」。7分以上あるオリジナル・バージョンはシングル用に4分台に縮められるが、多くのFMラジオ局はシングルではなくアルバムのバージョンをかけたと言われている。
同年11月29日から12月6日にかけてビルボード・Hot 100で2週連続21位を記録した。
ウッドストック・フェスティバルで行った演奏の映像は『ウッドストック/愛と平和と音楽の三日間』（1970年3月公開）に収められ、映画のハイライトの一つとなった。

## 別バージョン
- 『Just Roll Tape: April 26, 1968』（2007年7月10日発売）

1968年前半、スティルスが録音したデモ・バージョン。アルバムのタイトルに「1968年4月26日」と録音日が記載されているが、これは不正確であることが指摘されている。
- 『CSN』（1991年9月30日発売）

1969年、ロサンゼルスのウォーリー・ハイダー・スタジオ IIIにて録音。ダラス・テイラーのドラムが最初から入っている別ミックスのバージョンである。
- 『Woodstock: Music from the Original Soundtrack and More』（1970年5月11日発売）

1969年8月18日、ウッドストック・フェスティバルの出演したときの音源。
- 『CSNY 1974』（2014年7月8日発売）

1974年に行われたツアーの音源。
- 『CSN 2012』（2012年7月2日発売）

2012年のライブ音源。

## カバー・バージョン
- リベラーチェ - 『A Brand New Me』（1970年）に収録[11]。
- ガロ - テレビ神奈川の番組『ヤング・インパルス』で演奏したときの映像が残っている。また、1976年3月20日に神田共立講堂で行われた解散コンサートでは、本作品のほか、「ティーチ・ユア・チルドレン」「自由の値」が演奏された。
- スタンフォード・メディカンツ - 『The Mendicants』（1981年）に収録。
- ドレッド・ツェッペリン - 『The Fun Sessions』（1996年）に収録。
- THE ALFEE - 『デビュー40周年 スペシャルコンサート at 日本武道館』（2015年）に収録。